# Writing Hawa
Writing Hawa ist ein Dokumentarfilm von Najiba Noori und Rasul Noori aus dem Jahr 2024. Im Zentrum des Films steht das Leben der Mutter der Regisseurin, Hawa Noori, in Afghanistan.

## Inhalt
Die Familie der Regisseurin lebt in Kabul und gehört der ethnischen Minderheit der Hazara an.
Ihre Mutter Hawa erhielt keine Schulbildung. Sie wurde als Jugendliche zwangsverheiratet. Inzwischen hat sie sechs Kinder, von denen die ältesten erwachsen sind. Hawa ist Mitte 50, ihr 30 Jahre älterer Ehemann muss aufgrund seines Alters und seiner Demenzerkrankung zunehmend zu Hause bleiben, was Hawa veranlasst, noch einmal neu über ihr Leben und ihre Perspektiven nachzudenken. Sie beschließt, Lesen und Schreiben zu lernen, wobei ihre Enkel ihr helfen, und macht sich selbstständig. Sie investiert ihr Erspartes in Stoffe, macht sich über traditionelle Stickmuster der Hazara kundig und baut ein Geschäft auf, in dem sie handgenähte und -bestickte Kleider verkauft. Dafür nutzt sie ihre Kontakte zu Frauen aus ihrer Herkunftsregion, dem Bamiyan-Tal, die in Heimarbeit für Hawa sticken, und zu einer Händlerin auf dem Markt in Kabul.
Hawa fördert auch die Ausbildung ihrer Töchter und Enkeltöchter. Eine ihrer Töchter hat eine Tochter aus erster Ehe, Zahra. Nach der Scheidung übernahm der Vater das Sorgerecht für das damals zweijährige Mädchen, es lebte bei ihm in Bamiyan und durfte keinerlei Kontakt zur Familie der Mutter haben. Während einer Auseinandersetzung flieht die inzwischen 13-jährige Zahra zu ihrer Mutter, deren Mann und den Halbgeschwistern nach Kabul. Dort blüht sie auf. Doch die Mutter sieht sich nicht in der Lage, das Mädchen bei sich zu behalten, da sie Konflikte wegen des Sorgerechtes fürchtet. Hawa aber erklärt sich bereit, sie bis zum Alter von 18 Jahren aufzunehmen. Sie möchte Zahra eine Ausbildung und einen guten Job ermöglichen. Großmutter und Enkelin widmen sich nun gemeinsam dem Lesen- und Schreibenlernen.
Besorgt beobachtet die Familie den Abzug der NATO-Truppen und den Vormarsch der Taliban in Afghanistan 2021. Bei der Einnahme der Stadt durch die Taliban verlässt Najiba Noori kurzentschlossen Afghanistan und flieht nach Paris. Als eine Einnahme Kabuls zu befürchten ist, wird es für Zahra zu gefährlich: Es ist zu befürchten, dass die Taliban alle Häuser durchsuchen und junge Mädchen zur Zwangsverheiratung mitnehmen. Die Familie schätzt die Sicherheit für Zahra auf dem Land größer ein, und so muss sie unter Tränen zur Familie ihres Vaters zurückkehren. Die restliche Familie bleibt zunächst in Kabul. Die Repressionen nehmen zu: Hawas Sohn Rasul, der Najiba weiterhin Filmmaterial schickt, wird beim Filmen verhaftet und brutal misshandelt. Staatliche Schulen werden trotz Protesten geschlossen, private Schulen angegriffen, Blutspenden von Frauen werden nicht angenommen. All dies erzählt Hawa Najiba, mit der sie über ihr Handy Kontakt halten kann. Schließlich reist die Familie in den Iran aus. Nach drei Jahren können sie Najiba nach Frankreich folgen. Zahra, die in Bamiyan verheiratet wurde, müssen sie zurücklassen.

## Hintergrund
Najiba Noori arbeitete zuvor als Journalistin und erstellte unter anderem Reportagen für die Huffington Post, Ärzte ohne Grenzen und UN Women.
Als die Taliban 2021 die Macht in Afghanistan übernahmen, musste Noori fliehen. Sie zog nach Frankreich und stellte dort den Film fertig. Ihr Bruder Rasul übernahm in ihrer Abwesenheit die Kameraarbeit in Afghanistan. Die Aufnahmen umfassen fünf Jahre im Leben der Familie.

### Learning with Hawa
Begleitend zum Film gründete Noori die Initiative Learning with Hawa. Sie organisiert mit Ehrenamtlichen aus aller Welt Online-Kurse für Mädchen in Afghanistan, um ihnen so einen Zugang zu Bildung zu ermöglichen, der ihnen durch das Schulbesuchsverbot in ihrem Land verwehrt wird. Auf ihren Reisen zu Filmfestivals knüpft das Filmteam zu Organisationen der afghanischen Diaspora und gründet Frauengruppen, zur gegenseitigen Unterstützung und der Unterstützung von Frauen und Mädchen in Afghanistan.

## Rezeption
Olivia Popp für Cineuropa lobte die ehrliche, unprätentiöse Art, mit der der Film die Einblick in das Leben der Hazara-Frauen gibt. Das Geschwisterteam gehe mit seiner Subjektivität offen um; aus einem distanzierten Blickwinkel lasse sich die Geschichte aber auch nicht darstellen. Durch Najiba Nooris nüchterne Erzählung fühlte sie sich an Farahnaz Sharifis Film My Stolen Planet erinnert. Robert Daniels für das Portal RogerEbert.com fand, der Film mäanderne etwas und brauche eine Weile, um Fahrt aufzunehmen. Dies spiegele wider, wie Hawa langsam ihren Radius erweitert. Mit der Rückkehr des Taliban-Regimes konzentriere sich der Film auf seine wesentlichen Figuren und Aussagen und sei ein Zeugnis für weibliche Resilienz und Unabhängigkeit. Oris Aigbokhaevbolo stellte heraus, dass der Film ein vollkommen anderes Projekt werden musste als ursprünglich geplant und bedauert den Verlust des eigentlichen Themas des Films – Hawas Emanzipation und dem Fortschritt für die Frauen der nächsten Generationen – sowohl im Film als auch in der Realität. Susan G. Cole für das Dokumentarfilmmagazin Point of View nannte den Film ein bewegendes Portrait der Familie der Regisseurin und eine Erinnerung, Afghanistan nicht zu vergessen. Lee Marshall für das Magazin Screen Daily nannte Writing Hawa einen wütenden Film im besten Sinne, Nicole Santé für Business Doc Europe nannte ihn ein wertvolles und einzigartiges Dokument eines schrecklichen historischen Moments.

## Nominierungen und Auszeichnungen
Writing Hawa gewann den FIPRESCI-Preis beim International Documentary Film Festival Amsterdam 2024 und war dort außerdem als bester Dokumentar-Langfilm nominiert.
Beim International Film Festival and Forum on Human Rights in Genf gewann er den von Peace Brigades International gestifteten Dokumentarfilmpreis der Jugendjury. Beim One World Film Festival in Brüssel gewann er den Publikumspreis.
Beim Internationalen Dokumentarfilmfestival München 2025 gewann Wrtiting Hawa den kinokino Publikumspreis und war außerdem in der DOK.horizonte Competition – Cinema of Urgency nominiert.